# Frank Williams
Sir Francis Owen Garbatt Williams (n. 16 aprilie 1942, South Shields, Anglia, Regatul Unit – d. 28 noiembrie 2021, Londra, Anglia, Regatul Unit) a fost proprietarul echipei de Formula 1 Williams.